# Club Baloncesto Málaga 2014-2015
Questa voce raccoglie le informazioni riguardanti il Club Baloncesto Málaga nelle competizioni ufficiali della stagione 2014-2015.

## Stagione
La stagione 2014-2015 del Club Baloncesto Málaga è la 23ª nel massimo campionato spagnolo di pallacanestro, la Liga ACB.

## Roster
Aggiornato al 11 marzo 2022.
| Unicaja Málaga 2014-15 | Unicaja Málaga 2014-15 |
| Giocatori              | Staff tecnico          |
| ---------------------- | ---------------------- |

| N. | Naz.                                                | Ruolo | Nome                 | Anno | Alt.   | Peso   |  |
| -- | --------------------------------------------------- | ----- | -------------------- | ---- | ------ | ------ |  |
| 3  | Spagna (bandiera)                                   | C     | Germán Gabriel       | 1980 | 207 cm | 111 kg |  |
| 4  | Serbia (bandiera)                                   | P     | Stefan Marković      | 1988 | 193 cm | 94 kg  |  |
| 6  | Regno Unito (bandiera) · Spagna (bandiera)          | PG    | Morayo Soluade       | 1995 | 196 cm | 87 kg  |  |
| 7  | Grecia (bandiera)                                   | AP    | Kōstas Vasileiadīs   | 1984 | 201 cm | 102 kg |  |
| 8  | Rep. del Congo (bandiera) · Spagna (bandiera)       | AG    | Romaric Belemene     | 1997 | 202 cm | 98 kg  |  |
| 9  | Stati Uniti (bandiera)                              | G     | Ryan Toolson         | 1985 | 193 cm | 85 kg  |  |
| 10 | Stati Uniti (bandiera) · Georgia (bandiera)         | AG    | Will Thomas          | 1986 | 203 cm | 104 kg |  |
| 11 | Senegal (bandiera) · Spagna (bandiera)              | C     | Maodo Nguirane       | 1993 | 210 cm | 105 kg |  |
| 12 | Spagna (bandiera)                                   | AP    | Carlos Suárez        | 1986 | 203 cm | 104 kg |  |
| 14 | Bosnia ed Erzegovina (bandiera) · Spagna (bandiera) | C     | Kenan Karahodžić     | 1996 | 209 cm | 102 kg |  |
| 15 | Uruguay (bandiera) · Spagna (bandiera)              | P     | Jayson Granger       | 1989 | 188 cm | 87 kg  |  |
| 17 | Spagna (bandiera)                                   | C     | Fran Vázquez (C)     | 1984 | 209 cm | 105 kg |  |
| 19 | Lituania (bandiera)                                 | A     | Mindaugas Kuzminskas | 1989 | 205 cm | 99 kg  |  |
| 20 | Islanda (bandiera)                                  | G     | Jón Stefánsson       | 1982 | 195 cm | 92 kg  |  |
| 30 | Stati Uniti (bandiera)                              | AG    | Caleb Green          | 1986 | 203 cm | 106 kg |  |
| 32 | Montenegro (bandiera)                               | C     | Vladimir Golubović   | 1986 | 212 cm | 115 kg |  |

| Allenatore                                                                                    |
| - Joan Plaza                                                                                  |
| Assistente/i                                                                                  |
| - Antonio Herrera - Ángel Sánchez-Cañete Legenda - (C) Capitano - (IN) Inattivo - Infortunato |

## Mercato

### Sessione estiva
| Acquisti | Acquisti           | Acquisti          | Acquisti      | Acquisti |
| R.a      | Nome               | da                | Modalità      |          |
| -------- | ------------------ | ----------------- | ------------- | -------- |
| AG       | Caleb Green        | Dinamo Sassari    | definitivo    |          |
| AP       | Kōstas Vasileiadīs | Anadolu Efes      | definitivo    |          |
| G        | Jón Stefánsson     | Saragozza         | definitivo    |          |
| P        | Stefan Marković    | Bandırma Banvit   | definitivo    |          |
| C        | Vladimir Golubović | TED Ankara        | definitivo    |          |
| AG       | Will Thomas        | Scandone Avellino | definitivo    |          |
| PG       | Morayo Soluade     | Axarquía          | fine prestito |          |
| P        | Alberto Díaz       | Bilbao Berri      | fine prestito |          |

| Cessioni | Cessioni            | Cessioni          | Cessioni       | Cessioni |
| R.       | Nome                | a                 | Modalità       |          |
| -------- | ------------------- | ----------------- | -------------- | -------- |
| AG       | Nik Caner-Medley    | Astana            | fine contratto |          |
| C        | Domantas Sabonis    | Gonzaga Bulldogs  | fine contratto |          |
| GA       | Sergi Vidal         | Joventut Badalona | fine contratto |          |
| P        | Earl Calloway       | Gaziantep BŞB     | fine contratto |          |
| G        | Zoran Dragić        | Phoenix Suns      | rescissione    |          |
| C        | Vladimir Štimac     | Bayern Monaco     | fine contratto |          |
| G        | Txemi Urtasun       | Gran Canaria      | fine contratto |          |
| C        | Rafael Hettsheimeir | Bauru             | rescissione    |          |
| AP       | Dejan Todorović     | Bilbao Berri      | prestito       |          |
| P        | Alberto Díaz        | Fuenlabrada       | prestito       |          |

### Dopo l'inizio della stagione
| Acquisti | Acquisti       | Acquisti     | Acquisti        | Acquisti   |
| R.       | Nome           | da           | Data            | Modalità   |
| -------- | -------------- | ------------ | --------------- | ---------- |
| C        | Germán Gabriel | Bilbao Berri | 30 gennaio 2015 | definitivo |

| Cessioni | Cessioni       | Cessioni | Cessioni        | Cessioni    |
| R.       | Nome           | a        | Data            | Modalità    |
| -------- | -------------- | -------- | --------------- | ----------- |
| C        | Maodo Nguirane | Axarquía | 30 gennaio 2015 | rescissione |